# 室たつき
室 たつき（むろ たつき、1987年12月28日 - ）は、日本の俳優である。京都府出身。元関西ジャニーズJr.。本名および2021年までの活動名は室 龍規（読み同じ）。

## 略歴
ジャニーズ事務所に入所後、2006年頃には関西ジャニーズJr.の伊藤政氏、菊岡正展、浜中文一と「自称ベテラン勢」名乗り活動。その後ユニット名をVeteranとして活動を続ける。
2007年12月の『関西ジャニーズJr. Xmas in 松竹座 おめでとう in 城ホール 前夜祭』から弟の室龍太、室将也とのユニット・室3兄弟としての活動も開始。
2009年4月から、NHK大阪放送局のバラエティ番組『あほやねん!すきやねん!』にレギュラー出演し、番組内ユニット・参・忍者も組む。
2012年にジャニーズ事務所を退所。以降は特定の芸能事務所に所属せずフリーの俳優として活動。
2013年6月1日、室龍規オフィシャルファンクラブ「龍KingdoM」設立。
「室龍規」として活動してきたが、2021年4月16日、新会社の設立と同時に名前を「室たつき」に改名したことを発表。

## 人物
特技はアクロバット、料理、洗濯、掃除。

## 出演
ユニットとしての活動はVeteran、室3兄弟を参照。

### 舞台・コンサート・イベント
2012年春以降
- 大阪 スクールオブミュージック新入生歓迎ライブ（2012年5月9日） - MC
- CHEROKEE（2012年6月15日）
- 劇団天八presents 三国志（2012年7月13日 - 14日） - 呂布 役、他
- 酒蔵ものがたり〜命の水〜（2012年11月2日 - 3日） - 米沢圭一 役
- MiRACLE WEDDING SHOW 2012（2012年12月22日） - 上杉けんや 役（主演）
- 〜今日からあなたも喜劇人〜お種と仙太郎（2013年3月1日 - 10日） - A公演：仙太郎 役 / B公演：講中参拝人 役　/ C公演：新二郎 役　/ D公演：駒蔵 役
- THE LOST ANIMALS（2013年4月26日 - 29日） - アルフレッド 役 / アルバート 役 / シド 役 / ロボ 役
- 第一回 龍KingdoMふれあいイベント（2013年6月22日）
- 松竹新喜劇　親子の絆・二題　巡業公演（2013年8月18日 - 8日） - 新二郎 役、他
- 龍KingdoM クリスマスイベント（2013年12月23日）
- University Kansai 2013（2014年1月11日） - ゲスト出演
- 桃太郎外伝〜竜宮城大決戦〜（2014年3月12日 - 16日）- 吉備津桃太郎 役（主演）
- B・Bゲーム（2014年4月13日 - 14日） - 三蔵法師 役
- 人狼の王子様☆2nd season（2014年5月4日） - リチャード 役
- 松竹新喜劇 若手爆笑公演（2014年5月21日 - 27日）- A公演：大工留吉 役 / B公演：提灯屋徳兵衛 役 / C公演：大工竹松 役
- イシフク物語（2014年5月31日 - 6月1日） - タイゾウ 役 / タツオ 役
- アキナの話（2014年6月17日） - ゲスト出演
- 喜笑転廻（2014年6月20日 - 22日）- リョウヘイ 役（主演）
- 室龍規〜Summer vacation〜 with HIGH COLORS（2014年7月5日）
- 天童よしみ昭和を歌う-痛快!歌謡時代劇〜乙女心二人模様〜-（2014年9月4日 - 17日） - 幸次郎 役
- 龍KingdoM お茶会（2014年9月15日）
- 天童よしみ特別公演-痛快!歌謡時代劇〜乙女心二人模様〜-（2014年10月4日 - 24日） - 幸次郎 役
- 極道ナルキッサス（2014年11月7日 - 8日） - 都秋龍平 役
- 龍KingdoM クリスマスイベント（2014年12月21日）
- ミュージカル「赤い靴」〜ドリーム・ドリーム〜（2014年12月23日 - 28日） - クリス 役
- Plan-B 2014-2015 COUNTDOWN LIVE（2014年12月31日 - 2015年1月1日） - ゲスト出演
- Plan-B 謹賀新年!仲間達2015（2015年1月4日・6日・7日） - ゲスト出演
- Plan-B LIVE in KOREA（2015年1月11日） - ゲスト出演
- 天童よしみコンサート2015（2015年1月26日・3月2日） - ダンサー出演
- 日本商工会議所青年部第34回全国大会（2015年2月21日） - トークゲスト
- 橋本顕主催合同写真展『A×A(エークロスエー)』トークショー（2015年3月29日） - ゲスト出演
- 龍狼伝（2015年5月2日 - 6日） - 曹操 役
  - 龍狼伝　第二章（2016年4月6日 - 10日） - 曹操 役

- 龍KingdoM ファンクラブイベント（2015年6月14日）
- ハロー!ララバイ（2015年7月3日 - 5日） - オウジィ 役
- 南の島に雪が降る（2015年8月6日 - 27日、中日劇場） - 前川五郎 役
- 名古屋城宵祭り（2015年8月16日）
- つなげ!ツムツム部!（2015年10月4日）
- 天童よしみ師走公演（2015年12月12日 - 20日）
- 龍KindoMクリスマスイベント（2015年12月23日）
- 松竹新喜劇　新春お年玉公演（2016年1月1日 - 7日） - 長井 役 / 梅吉 役
- ミュージカル「ホス探へようこそ The Last Valentine」（2016年2月10日 - 14日） - 不知火 役
  - ホス探　ザ・ファースト　前夜祭（2016年5月29日）
  - ミュージカル「ホス探へようこそ ザ・ファースト」（2016年6月22日 - 26日） - 不知火 役

- 龍KingdoM ファンクラブ限定旅行（2016年2月27日）
- potluck10（2016年4月15日）
- 実は私は（2016年5月11日 - 15日） - 白神源二郎 役
- 田中彪「BD LIVE 25th」（2016年6月10日） - ゲスト出演
- ペコロスの母に会いに行く（2016年7月23日 - 9月2日） - 岡野マサキ 役
  - ペコロスの母に会いに行く（2017年10月5日 - 11月6日） - 岡野マサキ 役
  - ペコロスの母に会いに行く（2018年10月31日 - 11月29日）- 岡野マサキ 役

- 天童よしみ特別公演（2016年9月17日 - 26日） - 奥村先生 役
- 僕の東京日記（2016年10月1日 - 2日） - 井出哲郎 役
- ゲズントハイド〜お元気で〜（2016年10月26日 - 30日） - 平俊平 役
- 鬼斬〜the Powerful Performance〜（2016年10月26日 - 30日） - オッペンハイマー 役
- 鬼切丸伝〜源平鬼絵巻〜トークショー（2016年12月3日）
  - 鬼切丸伝〜源平鬼絵巻〜（2017年1月18日 - 22日） - 武蔵坊弁慶 役

- 龍KindoMクリスマスイベント（2016年12月23日）
- 今、一太刀〜赤穂浪人傳〜（2016年12月21日・24日） - 浅野内匠頭 役（ゲスト出演）
- The Red Moon Night〜月が飛ぶ夜〜（2017年2月22日 - 26日）
- 龍KingdoM ファンクラブ限定 京都日帰り旅行（2017年3月12日）
- DOG'S（2017年3月23日 - 4月2日）- ブルース 役（主演）
- ナイスコンプレックス（2017年4月20日 - 23日）- 港俊太 役 / 佐藤和也 役
- 室龍規トークライブ2017（2017年6月18日）
- 芸能生活45周年 天童よしみ特別公演（2017年7月3日 - 20日） - 奥村先生 役
- コワーキングスペースshares一周年記念イベント（2017年9月2日）
- 天童よしみ特別公演（2017年12月11日 - 20日） - 亨 役
- MURO-TATSUKI DANCE and TALK LIVE 2017 （2017年12月23日）
- イケメン革命◆アリスと恋の魔法 THE STAGE Episode黒のエース フェンリル＝ゴッドスピード（2018年1月10日 - 14日、博品館劇場）- ブラン＝ラパン 役
  - イケメン革命◆アリスと恋の魔法 THE STAGE Episode 黒のキング レイ＝ブラックウェル（2018年9月6日 - 11日、全労済ホール スペース・ゼロ） - ブラン＝ラパン 役

- 湯島天満宮節分祭（2018年2月3日）
- 新☆雪のプリンセス（2018年2月21日 - 25日）- アッパレ 役
- 初等教育ロイヤル（2018年4月4日 - 8日）- 4年生 井上くん 役
- 女帝（2018年5月30日 - 6月3日）
- 室龍規トークライブ 龍KingdoMeeting 2018（2018年6月17日）
- 流さないラジオ（2018年6月19日 - 24日）
- 京都街中映画祭/木屋町文化祭  （2018年12月1日）
- Muro Tatsuki Live＆Talk Event 2018（2018年12月2日）
- 松平健・中村美律子 新春特別公演- 四郎太 役（2019年1月4日 - 27日）
- Omnibus actor 室龍規＆薫太＆千葉良祐Live and Talk Event 2019（2019年2月23日）
- 日帰り旅行 2019（2019年3月3日）
- 舞台版「魔法少女(?)マジカルジャシリカ」☆第壱磁マジカル大戦☆- チャイニーロケッツ 役（2019年3月13日 - 17日）
  - 舞台版「魔法少女(?)マジカルジャシリカ」♡アニメ版なんてありません♡- 関西イエロー ポポポ〜ン聡子 役（2019年4月10日 - 14日）

- 喜劇　消費税の上がらんうちに！（2019年4月26日 - 28日）- 塩田 役
- 室龍規トークライブ 龍KingdoMeeting（2019年5月3日日）
- 小さな結婚式〜いつか、いい風は吹く〜（2019年5月5日 - 19日）- 木下大造 役
- 春秋会男組VOL6（2019年5月31日 - 6月2日）
- 初等教育ロイヤル（2018年6月20日 - 23日）- 4年生 井上くん 役
- バック・トゥ・ザ・君の笑顔〜お江戸でござる〜（2019年7月13日 - 19日）- 主演 田中一郎  役
- 12人の怒れる男（2019年8月2日 - 4日）- 陪審員一〇号  役
- 舞台版 『魔法少女?マジカルジャシリカ-マジカル零-ZERO-』（2019年9月5日 - 16日）- 菊池エネルギー  役
- 千葉良祐生誕ライブ（2019年9月26日）- ゲスト出演
- だんだら祭りと流れ星（2019年10月4日 - 11日）- 三郎  役
- おおばかもの〜ふくらめ！私のイースト菌〜（2019年10月31日 - 11月4日）- パンの神様  役
- 勇者セイヤンの物語（真）（2019年12月4日 - 12月30日）- 街の人4  役
- Happy Spell（2020年1月7日 - 12日）
- 毒薬と老嬢（2022年3月16日 - 20日、新橋演舞場 / 4月10日 - 24日、大阪松竹座）
- イケメンシリーズ THE STAGE〜世界を駆けて、祝祭を〜（2022年9月24日 - 28日）- ブラン＝ラパン 役
- サラリーマンナイトフィーバー（2022年8月23日 - 9月4日、全国5都市 / 10月28日 - 30日、大阪松竹座 / 2023年2月4日 - 12日予定、三越劇場）- サラリーマン中垣内 役
- イケメン戦国 THE STAGE - 武田信玄 役
  - 〜猿飛佐助編〜（2022年11月12日 - 15日）
  - ～帰蝶編～（2023年4月21日 - 24日）
  - ～FINAL～（2024年8月8日 - 12日）

- 桃太郎 〜芥川龍之介ver.〜（2024年6月12日 - 16日）
- 和楽 朗読劇「風の又三郎」和太鼓・三味線・筝 語り・歌でつづる 宮沢賢治の世界（2024年10月25日 - 27日） - 嘉助 役
- TARKIE〜伝説の女たち〜（2025年3月24日 - 30日）
- 劇団ナイスコンプレックスN37「劇団」（2025年4月9日 - 13日）
- WITH YOU 第16回公演「それでも恋する世界線Ⅱ」（2025年10月1日 - 5日〈予定〉）

### テレビドラマ
ジャニーズ事務所時代
- DRAMATIC-J VACATION（2008年5月、関西テレビ） - 室(伊藤)龍規 役
- DRAMATIC-J ノンノンフィクション室家に何が起こったか（2008年9月、関西テレビ） - 室一郎 役
- DRAMADA-J 望月-VOGETSU-（2009年8月、関西テレビ） - 源吾 役
- 誰も知らないJ学園 Lost people（2010年6月、関西テレビ） - 目黒 役

2012年春以降
- 佐武と市捕物語（2015年12月19日、BS日テレ） - 峰太夫　役
- 回帰 警視庁強行犯係・樋口顕（2018年12月14日、テレビ東京）

### 映画
- ポプラの秋（2015年9月15日公開） - 眼科医 役[3]
- 修羅の世界（2022年1月29日公開）

### バラエティ・情報番組
ジャニーズ事務所時代
- あほやねん!すきやねん!（2009年4月 - 2011年、NHK大阪） - 金曜日レギュラー
- あっぷ&UP!（2010年5月12日 - 6月2日・11月24日 - 12月8日、関西テレビ） - コーナーレギュラー
- キキミミ!（2011年7月27日 - 8月31日、関西テレビ） - コーナーレギュラー

### 音楽番組
ジャニーズ事務所時代
- ザ少年倶楽部（NHK-BSプレミアム） - 不定期出演